# Sárospataki Biblia

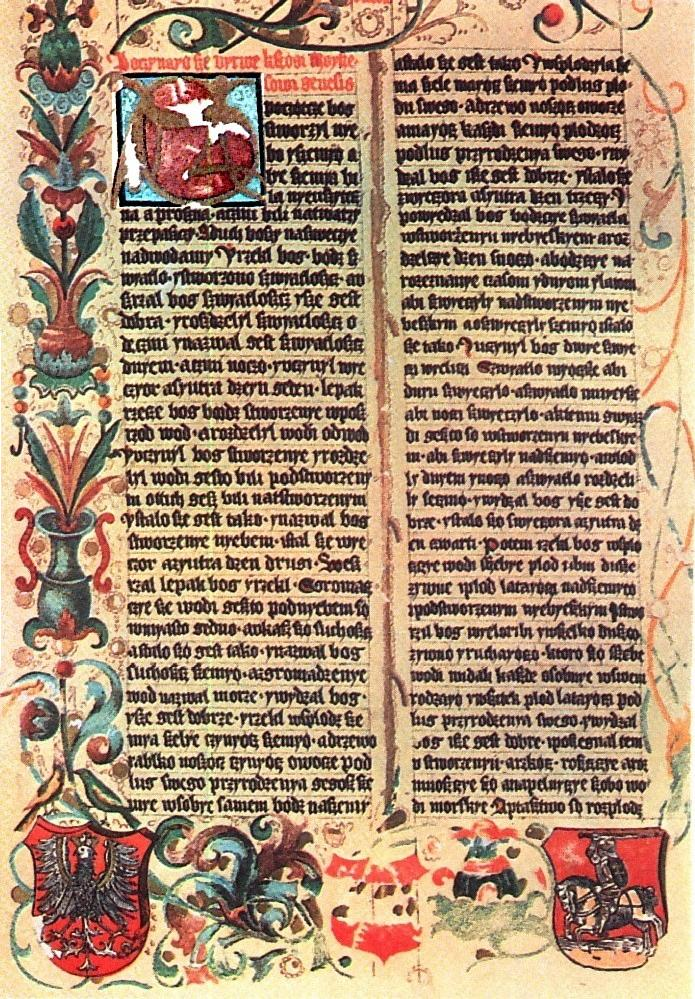
Egy lap a Bibliából

A Sárospataki Biblia vagy Zsófia királyné Bibliája (lengyelül Biblia królowej Zofii, Biblia Szaroszpatacka) a legrégebbi lengyel nyelvű Ószövetség-fordítás, amely II. Ulászló lengyel király felesége, Zofia Holszańska megrendelésére készült 1453–1455 között. A fordítás a Vulgata alapján készült, korábbi cseh fordítások felhasználásával.
1708-tól a Bibliát Magyarországon, a Sárospataki Református Kollégiumban őrizték. A második világháborúig 185 oldal maradt fenn, melyek az Ószövetséget tartalmazták Eszter könyvéig bezárólag. További ószövetségi könyvek töredékei is előkerültek, de bizonytalan, hogy az Újszövetséget is lefordították-e. A Biblia a második világháború idején megsemmisült. Egyes lapok fennmaradtak, így két lap a wrocławi Egyetemi Könyvtárban (Biblioteka Uniwersytecka), egy laptöredék pedig Prágában, a Nemzeti Múzeum Könyvtárában található meg.
A Sárospataki Biblia szövegét azonban későbbi kiadások és feldolgozások révén ismerjük. 1856-ban Poznańban Marian Jaroszyński kiadta a Biblia kromolitográfiáját. A teljes szöveg elsőként 1871-ben jelent meg Lwówban Biblia Królowej Zofii żony Jagiełły. Z Kodeksu Szaroszpatackiego. Nakładem Księcia Jerzego Henryka Lubomirskiego wydał Antoni Małecki (Zsófia királyné, Jagelló feleségének Bibliája. A Sárospataki Kódexből. Jerzy Henryk Lubomirski herceg költségén kiadta Antoni Małecki.) címmel. A következő kiadás, amely fénynyomásos eljárással (fototípia) készült 1930-ban, Krakkóban, 220 példányban jelent meg Biblia Szaroszpatacka. Podobizna Kodeksu Biblioteki Ref. Gimnazjum w Szaroszpataku. Wydał Ludwik Bernacki (Sárospataki Biblia. A Sárospatai Ref. Gimnázium Könyvtára kódexének kópiája. Kiadta Ludwik Bernacki.) címmel. Az utolsó, nagyobb példányszámú feldolgozás Biblia Królowej Zofii (Szaroszpatacka) wraz ze staroczeskim przekładem Biblii (Zsófia királyné [Sárospataki] Bibliája az ócseh Biblia-fordítással.) címmel 1965–1971 között jelent meg Stanisław Urbańczyk és Vladimir Kyas kiadásában, az Ossolineum forráskiadásai keretében.

## Fordítás
- Ez a szócikk részben vagy egészben  a   Biblia królowej Zofii című lengyel Wikipédia-szócikk ezen változatának fordításán alapul.  Az eredeti cikk szerkesztőit annak laptörténete sorolja fel. Ez a jelzés csupán a megfogalmazás eredetét és a szerzői jogokat jelzi, nem szolgál a cikkben szereplő információk forrásmegjelöléseként.

## Külső hivatkozások
- (lengyel) Részletek a Sárospataki Bibliából
- (lengyel) A Sárospataki Biblia 1871-es Antoni Małecki-féle kiadása